# روكب (حديبو)

تعديل مصدري - تعديل

روكب هي إحدى قرى مديرية حديبو التابعة لمحافظة سقطرى، بلغ تعداد سكانها 97 نسمة حسب تعداد اليمن لعام 2004.